# T-1000
T-1000 — киноперсонаж, главный антагонист фильма «Терминатор 2: Судный день» и один из антагонистов в фильме «Терминатор: Генезис». Робот-терминатор, прибывший из будущего, чтобы убить Джона Коннора, противостоит терминатору старой модели. В оригинальном фильме (1991) и в качестве камео в нескольких других картинах его роль исполнил американский актёр Роберт Патрик. В фильме «Терминатор: Генезис» (2015), который должен был стать перезапуском серии, роль T-1000 сыграл южнокорейский актёр Ли Бён Хон.

## Описание
На время событий второго фильма — последняя модель терминатора, созданная Скайнетом. Существует в качестве прототипа в единственном экземпляре. Построен по совершенно иному принципу, чем все предыдущие модели терминаторов с металлическим эндоскелетом. Целиком состоит из подвижного жидкометаллического сплава, произвольно меняющего форму, агрегатное состояние (от жидкого до твёрдого) и окрас — так называемый «мимикрирующий полисплав». T-1000 не подвержен механическому разрушению, его повреждённые части быстро восстанавливаются. Согласно дополнительному разъяснению в новеллизации фильма, каждая молекула запрограммирована на соединение с основной массой в радиусе до 14 км. Огнестрельное оружие и взрывчатые вещества оказываются бесполезными против Т-1000, лишь на короткое время вызывая замедление реакций и подвижности (баллистический шок). Способен принимать различные формы, миновать преграды, переливаясь, подобно расплавленному металлу, просачиваться через отверстия, а также придавать части полисплава форму холодного оружия — пики, лезвия, крюка.
Пластичность позволяет Т-1000 достичь качественно иного уровня внедрения в человеческое общество. В отличие от Т-800, который может имитировать лишь любой услышанный им голос, он может копировать внешний облик людей (включая одежду), для чего ему необходим физический контакт с копируемым субъектом, который при этом обычно уничтожается. Т-1000 не может создавать сложные структуры, такие как машины, механизмы, огнестрельное оружие и взрывчатка, требующие наличия дополнительных веществ.
Неустойчив к термическому воздействию. Так, под влиянием сверхнизких температур становится хрупким и утрачивает подвижность. В расширенной версии второго фильма показано, что после попадания на Т-1000 значительного объёма жидкого азота система проявляла нарушение мимикрии и неконтролируемую адаптацию к объектам при соприкосновении: конечности принимали структуру металлических поверхностей, к которым прикасался киборг. Впоследствии Т-1000 был уничтожен в сталелитейном цеху, оказавшись в ёмкости с расплавленным металлом. Согласно официальному разъяснению, его молекулы не могли должным образом взаимодействовать друг с другом.
T-1000, в силу особенностей принципа его работы, не поддаётся полному контролю и программированию и, в отличие от терминаторов серии T-800, постоянно находится в режиме самообучения. Свободная воля терминаторов серии T-1000, по замыслу Д. Камерона, воспринималась Скайнетом как потенциальная угроза.
В пятой части Т-1000 демонстрирует способность создавать метательное оружие, устанавливать в машинах полисплав и оживлять выведенных из строя терминаторов серии Т-800. Также он неустойчив к кислотному воздействию.

## Действие в фильмах

### Терминатор 2
T-1000 прибывает из 2029 в 1994/1995 год, чтобы убить Джона Коннора. Копирует служебную форму убитого им полицейского и постоянно поддерживает наличие данной одежды, чтобы располагать свободой действий офицера полиции и заручиться доверием незнакомых людей. Находит адрес Джона Коннора в полицейском компьютере. Посещает опекунов Джона и просит у них фотографию своего объекта уничтожения. Т-1000 настигает Джона в галерее игровых автоматов. Не сумев убить его и обнаружив присланного ему на помощь Терминатора Т-800, отправляется к Джону домой и убивает его опекунов, копируя его приёмную мать. После обыскивает дом и находит письма от матери, узнав таким образом, где находится Сара Коннор. Предполагая, что Джон в первую очередь отправится в лечебницу к Саре, едет туда сам, чтобы убить её и принять её облик (при этом принимает облик охранника Льюиса). Джону и защищающему его Терминатору удаётся спасти Сару и уехать из больницы. Т-1000 вновь настигает их во время осады полицией офиса корпорации «Кибердайн Системс», где Сара, Джон, Терминатор и Майлз Дайсон — сотрудник корпорации — уничтожают все разработки, способные в будущем привести к созданию системы «Скайнет» и послужить причиной текущих событий. Т-1000 захватывает полицейский вертолёт, продолжая преследование своих жертв. В ходе погони он меняет транспорт на грузовик с цистерной, наполненной жидким азотом, а после настигает беглецов на металлургическом заводе. Во время автокатастрофы замерзает до критически низких температур от разлива азота. Выстрел Терминатора разбивает его на многочисленные осколки. Вскоре Т-1000 восстанавливается, соединяя разрозненные фрагменты воедино. В режиссёрской версии фильма демонстрируется, что влияние низкой температуры повредило способность Т-1000 контролировать мимикрию и адаптацию конечностей к поверхностям, с которыми он соприкасается. После сражения с Т-800 он задерживает Терминатора, зажав его левую руку под одним из заводских механизмов. При встрече с Сарой пронзает ей плечо, требуя позвать Джона, причиняя боль и угрожая смертью. Т-800, освободившийся, но потерявший одну руку, спасает Сару и продолжает битву с Т-1000. В ходе схватки Т-1000 разрушает основной блок питания Т-800 и временно выводит его из строя. Через несколько минут Т-800 задействует резервный блок питания. Т-1000 принимает облик Сары и пытается устроить ловушку Джону, но мальчик распознаёт подделку по растёкшимся ногам жидкометаллического киборга (расширенная версия). Сара стреляет в Т-1000 из дробовика, постепенно пододвигая его к краю платформы, но, израсходовав все патроны, ничего этим не добивается. В решающий момент снова появляется Т-800 и пускает в Т-1000 гранату из ручного гранатомёта (М79). В результате взрыва гранаты Т-1000 падает в резервуар с расплавленным металлом и гибнет.
В фильме «Терминатор-3: Восстание машин» Т-1000 не фигурирует. В официальной новеллизации Д. Хагберга упоминается, что из-за увеличения сроков войны Скайнет успел изготовить множество экземпляров Т-1000, но не стал ими пользоваться, так как создал более совершенный вид терминатора.

Коннор включил микрофон. — Я здесь, Дон. Что там у вас?
— У нас возникли большие неприятности. Мы находимся в нижней части северного склона. Натолкнулись на свалку Т-Л-5 с Т-Л-7 и огромным количеством «шестисоток» и «восьмисоток». Возможно, площадью в километр. Завал полнейший. Они выбросили устаревшие модели.
Коннор взглянул на собравшихся в командном бункере. — Мы ожидали это. В чём проблема?
— Чем дальше в лес — тем больше дров. Я заметил Т-1000. Целую кучу. Я имею в виду огромную кучу.
Смысл сообщения Гесса обескуражил присутствующих в командном бункере. Дыхание Коннора спёрло. — Они прокачали новую модель, — радировал он Гессу и колорадскому отряду. — Вместо Т-1000. Ещё хорошо, что Скайнет выбрасывает всё лишнее.
— David Hagberg. Terminator 3: Rise of the Machines. (Prologue)

### Терминатор: Генезис
В фильме T-1000 предстаёт сперва как полицейский, который встречает прибывшего в 1984 год Кайла Риза. Преследуя Сару и Риза, он попадает в заранее подготовленную ловушку, где и уничтожается с помощью кислоты. В фильме упоминается, что Т-1000 пытался убить Сару Коннор в детстве, в 1973 году. Он убил её родителей, но сама Сара была спасена Терминатором Т-800 (Папсом), в результате чего биография Сары и история всех событий стала иной. Кем и при каких обстоятельствах Т-1000 и Т-800 были отправлены в прошлое, в фильме не раскрывается.
Позже, в самом конце фильма, после уничтожения Т-3000 Джона Коннора, утонувший было в жидком металле Папс возвращается и заявляет, что обновился. Он перезаписал свою программу в массу жидкого металла и стал Т-1000.

### Исполнители роли T-1000
- Роберт Патрик — основной облик T-1000.
- Дженетт Голдстин — T-1000 копирует образ Джанель Войт, мачехи Джона.
- Дан Стэнтон — T-1000 в виде охранника в психбольнице. Самого охранника сыграл его брат-близнец Дон Стэнтон.
- Лесли Хэмилтон Джаррен (сестра-близнец Линды Хэмилтон) — T-1000 в образе Сары Коннор[4].
- Ли Бён Хон — исполнитель роли Т-1000 в фильме «Терминатор: Генезис» (2015).
- Джай Кортни — T-1000 в образе Кайла Риза, фильм Терминатор: Генезис.
- Ширли Мэнсон — исполнительница роли Т-1001 в облике Кэтрин Уивер, в сериале Терминатор: Битва за будущее.

## В других фильмах
Помимо «Терминатора 2» Роберт Патрик сыграл T-1000 ещё в трёх фильмах: в «Терминаторе-2 3-D» — короткометражном сиквеле фильма «Терминатор 2: Судный день», снятом Джеймсом Кэмероном для стерео-аттракциона (1996), и в виде камео в картинах «Последний киногерой» (1993) и «Мир Уэйна» (1992). Гостевой персонаж в игре Mortal Kombat 1

## Создание персонажа
В 1982 году Джеймс Кэмерон и Уильям Вишер написали первую версию сценария фильма «Терминатор» (1984). Уже тогда у Кэмерона возник замысел о роботе из жидкого металла, способном изменять свою форму в зависимости от обстоятельств, а действие фильма должно было целиком происходить в будущем. Но с одной стороны, в середине 1980-х спецэффекты ещё не достигли необходимого уровня, а с другой — у проекта был весьма скромный бюджет (изначально 4 млн долларов, затем был увеличен до 6,4 млн). Поэтому режиссёру пришлось перенести место действия фильма из будущего в настоящее и отказаться от идеи использования «жидкого» терминатора. Эта идея была реализована в фильме «Терминатор 2: Судный день».
Кэмерон изначально хотел, чтобы жидкого робота сыграл рок-музыкант Билли Айдол, но серьёзная авария на мотоцикле заставила музыканта отказаться от съёмок.
В комментариях к фильму на DVD сценарист и режиссёр Джеймс Кэмерон описывает его выбор Роберта Патрика как желание создать персонажа преднамеренно отличного от оригинального Терминатора в исполнении Арнольда Шварценеггера.

Я хотел найти того, кто будет хорошим контрастом к Арнольду. Если 800-я серия является своего рода танком, то 1000-я серия должна была быть Porsche.— Комментарии Джеймса Кэмерона на DVD.
Первоначально он видел в этой роли актёра Майкла Бина, который сыграл Кайла Риза в первом фильме, с объяснением, что Скайнету удалось клонировать тело Риза и использовать его для нового Терминатора. Кэмерон в конечном итоге отказался от этой идеи, решив, что это покажется зрителям слишком запутанным.
Технология, использовавшаяся для изображения T-1000, впервые была опробована в предыдущем фильме Д. Кэмерона — «Бездна».

### Спецэффекты
За компьютерные спецэффекты отвечала компания Industrial Light & Magic, а за механические — Stan Winston Studio (которые также создали механический каркас T-800). Согласно книге «The Winston Effect: The Art & History of Stan Winston Studio» из 15 минут экранного времени, в течение которых демонстрировались способности робота к трансформации и самовосстановлению, только 6 были сделаны с участием компьютерных эффектов. Остальное было создано с помощью новейших кукол, протезов и грима. Компьютерные трансформации в картине занимают лишь 4 минуты, однако на их создание ушло 8 месяцев.
Визуальные эффекты, используемые в фильме для создания T-1000, позволили фильму выиграть «Оскар» за лучшие визуальные эффекты.
Технологии, использованные для изображения T-1000, стали новым шагом в применении компьютерно-генерируемых образов в кино, «Терминатор 2: Судный день» — один из первых фильмов с использованием технологии CGI.

## Критика и отзывы
- Персонаж получил 39 место в списке «100 лучших злодеев за все время», составленном в 2002 году Online Film Critics Society[10].
- Киносайт allmovie назвал T-1000 «одним из самых запоминающихся персонажей одного из самых запоминающихся фильмов десятилетия»[11].
- Роль принесла в 1992 году Роберту Патрику номинации за лучшего злодея и лучшего актёра второго плана на MTV Movie Awards и Saturn[12].

## Факты
- Робот, способный принимать любую форму, описан в научно-фантастическом романе польского писателя Станислава Лема «Мир на Земле» (1987). Этот робот оказывается дистанционно управляемой оболочкой (в русских переводах романа — «теледублем», «дисперсантом»), или, в современных терминах, дистанционно управляемым аватаром. Аналогичные роботы также были описаны С. Лемом в «Сказках роботов» и «Путешествиях Трурля и Клапауция». Однако следует учитывать, что замысел о роботе из жидкого металла, способном изменять свою форму в зависимости от обстоятельств возник у Камерона ещё в первой версии сценария фильма «Терминатор» (1984), написанной в 1982 году.➤
- В фильме «Т2 3-D: Битва сквозь время» действует жидкометаллический T-1000000 — гигантский паук, охраняющий центральный процессор Скайнета.
- В сериале «Хроники Сары Коннор», появляется модификация серии T-1000 — T-1001, которая внедряется в общество в образе состоятельной и влиятельной женщины Кэтрин Уивер и управляет передовой технологической компанией.